# 떡면
떡면(떡麵), 또는 떡볶이떡은 떡볶이나 떡꼬치 등을 만들 때 쓰는 얇은 가래떡이다. 쌀가루로 만든 쌀떡, 밀가루로 만든 밀떡, 쌀가루와 밀가루를 섞어 만든 혼합떡 등이 있다.
과거에는 가래떡을 토막내거나 썰고 세로로 4등분해 떡볶이 등을 만들었으나, 현대에는 떡의 굵기가 지름 1cm 미만에 길이도 5cm 정도인 떡면이 따로 생산된다. 색을 넣어 만들기도 하며, 떡 속에 치즈 등을 넣어 만들기도 한다.

## 같이 보기
- 가래떡